# Quasquara
Quasquara település Franciaországban, Corse-du-Sud megyében. Lakosainak száma 61 fő (2022. január 1.). Quasquara Bastelica, Campo, Frasseto és Santa-Maria-Siché községekkel határos.

## Népesség
A település népességének változása:
| Lakosok száma | 71   | 56   | 46   | 55   | 53   | 52   | 51   | 51   | 51   | 61   |
|               | 1968 | 1982 | 1990 | 2006 | 2013 | 2015 | 2017 | 2019 | 2020 | 2022 |